# Mosquée Mehmed-Bey
La mosquée Mehmed-Bey (en grec moderne : Τέμενος Μεχμέτ Μπέη / Témenos Mechmét Béi) est un édifice ottoman datant de 1492-1493 situé à Serrès, en Grèce. Commanditée par Mehmed Bey, gendre du sultan Bayezid II, la mosquée est l'une des plus imposantes des Balkans. Elle fut désaffectée au culte dans les années 1920 et demeure de nos jours à l'abandon.

## Histoire
En 1492-1493, le sandjakbey de Serrès (à l'époque Siruz), Mehmed Bey, époux de Seldjouk (Selçuk), fille du sultan Bayezid II et mère de Gazi Husrev Bey, entreprit la construction de la mosquée à l'est de la vieille ville. Ce site isolé, au bord de la rivière Ágii Anárgyri, est considéré comme le lieu de l'entrée triomphale des troupes de Gazi Evrenos (en) à la suite de la reddition des habitants de Serrès le 19 septembre 1383.
La mosquée bénéficia pendant près de 300 ans des revenus tirés des propriétés en Crimée du père de Mehmed, Gedik Ahmed Pacha, grand vizir et capitan pacha sous le règne de Mehmed II. Une madrassa et un imaret formaient un complexe autour de la mosquée, celle-ci assurant par ailleurs, du moins à l'origine, les fonctions d'une zaviye. L'annexion de la Crimée par l'Empire russe en 1783 marqua le déclin du monument et des institutions attenantes. 
Des travaux de réparation, en particulier de l'imposante couverture en plomb du dôme, furent conduits en 1815 par Yusuf Pacha (el), fils d'Ismail Bey, gouverneur de Serrès de 1795 à 1813. Ce dernier est enterré au nord de la mosquée, à l'emplacement connu sous le nom de « mausolée des vainqueurs » (Μαυσωλείο των Νικητών). Une fontaine érigée en 1814 et une partie des murs d'une ancienne mosquée fondée par Yusuf Pacha sont encore visibles de nos jours. 
En 1892, le déplacement du lit de la rivière permit l'évacuation des embâcles naturels accumulés par les inondations successives. Le sous-sol demeure toutefois instable et humide, ce qui fragilise considérablement l'édifice et favorise le développement de la végétation entre les pierres,. Les guerres balkaniques et la Grande catastrophe entraînèrent l'abandon définitif du site dans les années 1920.
La mosquée a été déclarée monument historique en 1936, au sein d'une zone de protection d'environ 165 m sur 100 m inscrite en 1984. Une campagne de restauration de l'arche centrale du porche, effondrée à la fin des années 1960, fut conduite en 1995. Malgré ces mesures, l'édifice est aujourd'hui délaissé.

## Architecture

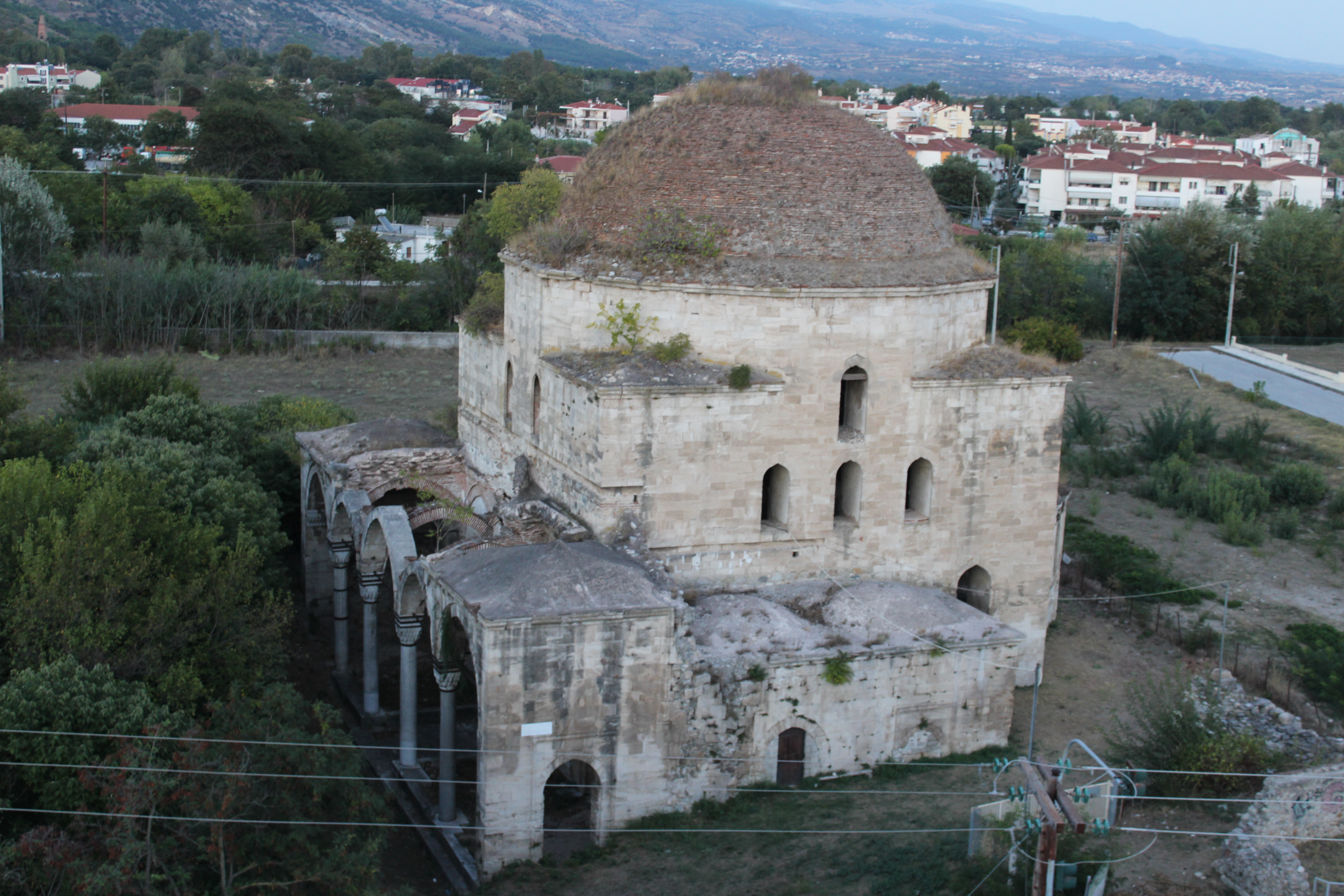
Vue de la mosquée depuis le nord-ouest en 2016.

La mosquée Mehmed-Bey présente un plan en T inversé,, avec une salle de prière carrée flanquée de deux espaces latéraux de faible largeur par rapport à la pièce centrale, qui accueillaient les activités de la confrérie soufie. Au nord, un porche de près de 30 m de long, 6 m de profondeur et 9,2 m de haut est soutenu par quatre colonnes de marbre. Il est coiffé au dessus de l'entrée par un petit dôme central aujourd'hui disparu, tandis que les toitures latérales sont cruciformes. 
La coupole repose sur un tambour dodécagonal sur pendentifs. Le dôme, d'un diamètre de 14,58 m,, culmine à environ 25,75 m du sol. Ces dimensions, impressionnantes pour l'époque hors des capitales ottomanes qu'étaient Constantinople et Andrinople, participent au surnom local d'Agiá Sofiá (Αγιά Σοφιά, Sainte-Sophie). Le mihrab est logé au sud dans une alcôve de 12,35 m de haut à cinq pans de mur. Au sol, les carreaux de céramique sont préservés dans la plupart des espaces intérieurs. 
À l'extérieur, l'édifice révèle un appareil isodome en pierre de taille de calcaire beige-ocre sans mortier apparent. Seuls les éléments de toiture sont composés de briques. Le minaret n'est pas conservé mais les traces de la structure sont nettement visibles dans le mur ouest.

À la fin des années 1660, Evliya Çelebi décrivit le complexe autour de la mosquée Mehmed-Bey en ces termes :

« Toutes les structures, les dômes, la madrassa, l'école et la soupe populaire sont recouvertes de plomb. Il est presque impossible de décrire à quel point cette mosquée est légère et spirituellement rafraîchissante. Il faudrait beaucoup de mots pour décrire honnêtement la beauté du travail manuel dans les nombreux domaines de la mosquée. La seule autre mosquée qui pourrait être comparée à celle-ci est la mosquée Yahya Pacha à Üsküp (Skopje). Mais les jardins entourant cette mosquée n'ont pas de rival ; ils sont comme recouverts de velours vert, avec des arbres majestueux et tous les types d'oiseaux possibles volent dans cette verdure. Des milliers de fidèles peuvent s'asseoir à l'ombre des multiples arbres et discuter. L'odeur du jardin aux nombreux cyprès est enivrante et la mosquée est devenue célèbre de la Grèce à la Perse. »

— Evliya Çelebi, Seyahatnâme (en), t. VII, 1966, p. 622, cité en anglais dans Neval Konuk 2010, p. 303-304.

## Galerie

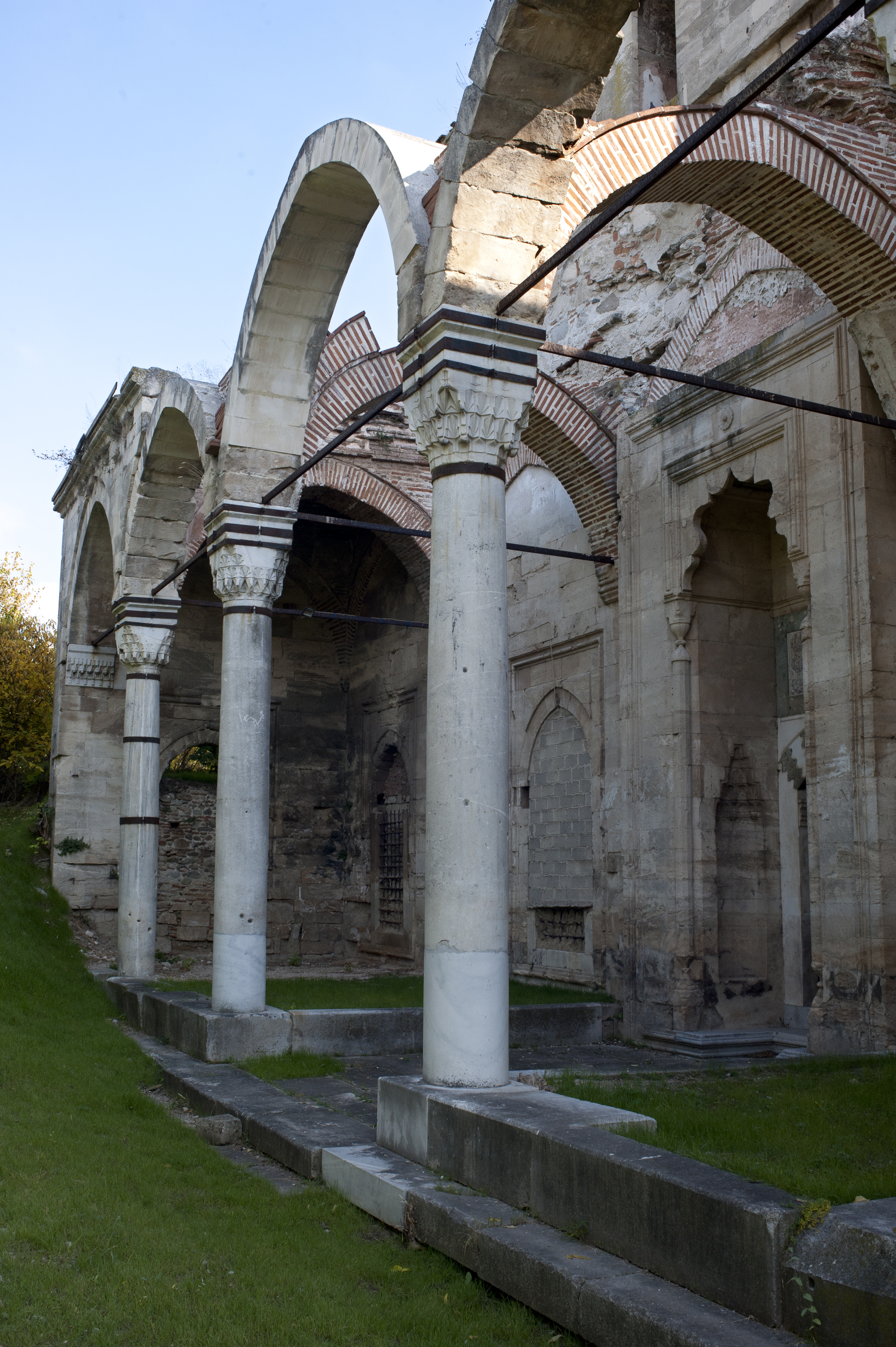
Le porche depuis l'angle nord-ouest
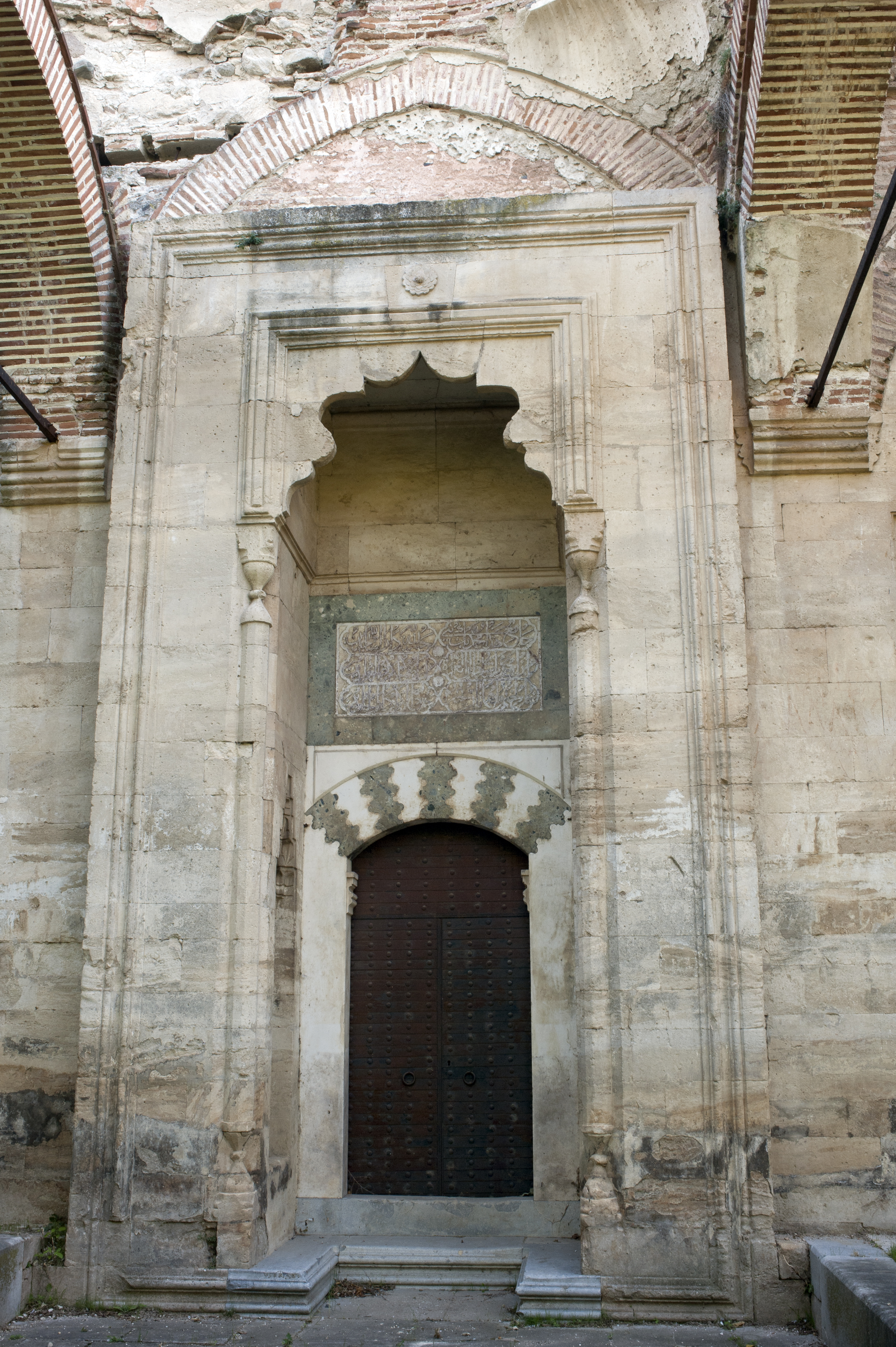
La façade principale
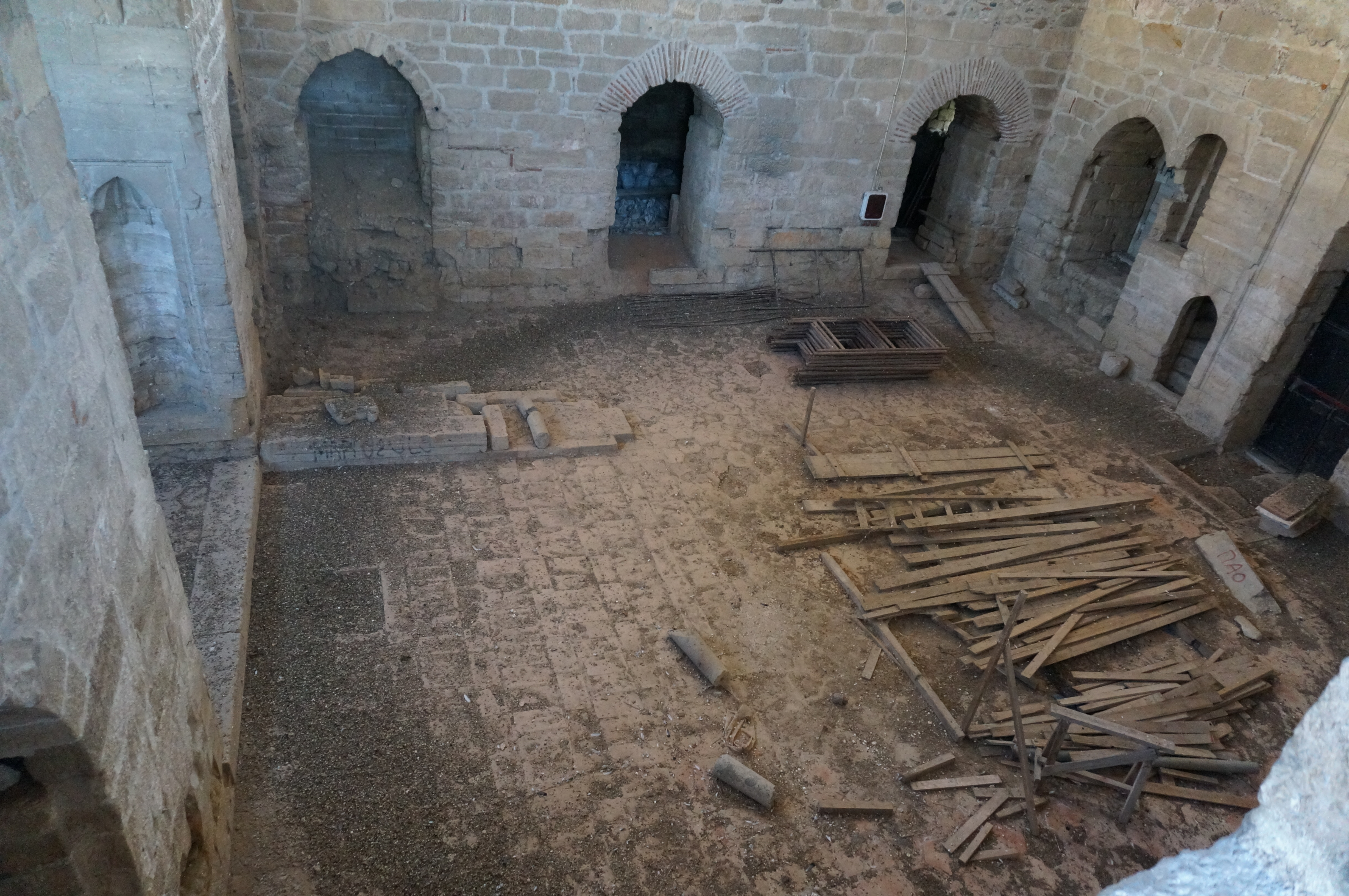
La salle de prière depuis l'angle sud-est
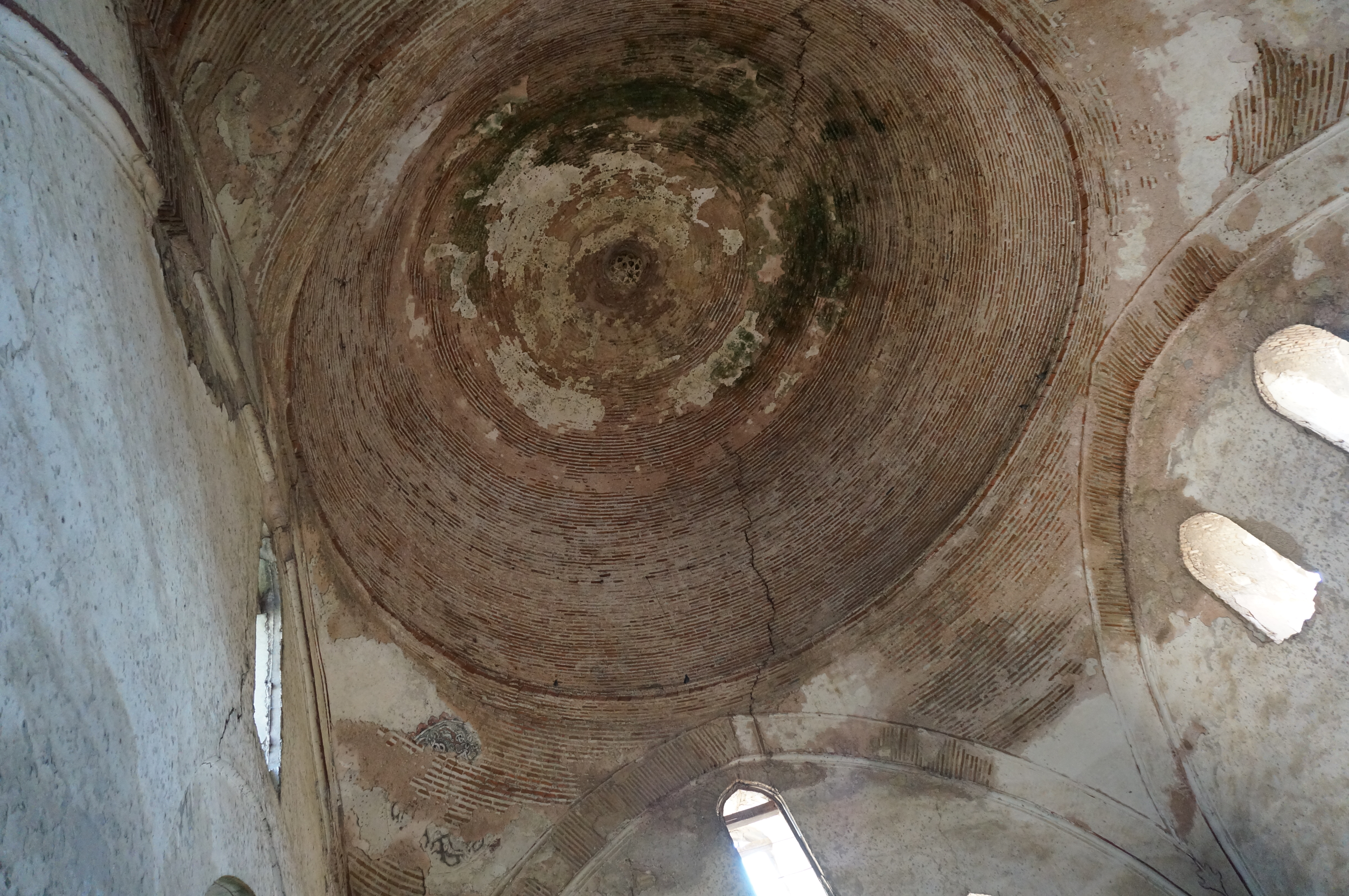
La coupole
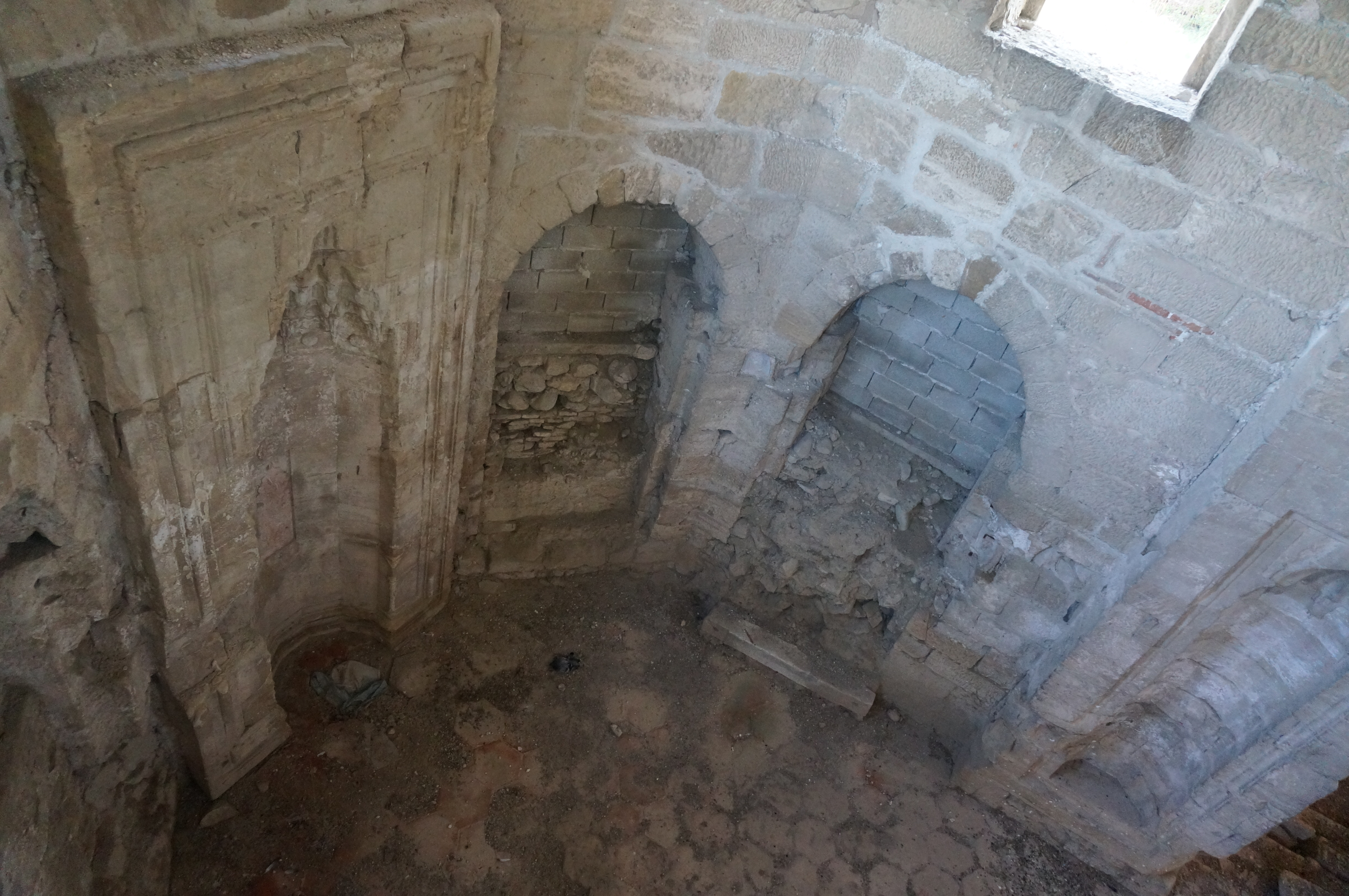
Le mihrab dans le renfoncement sud
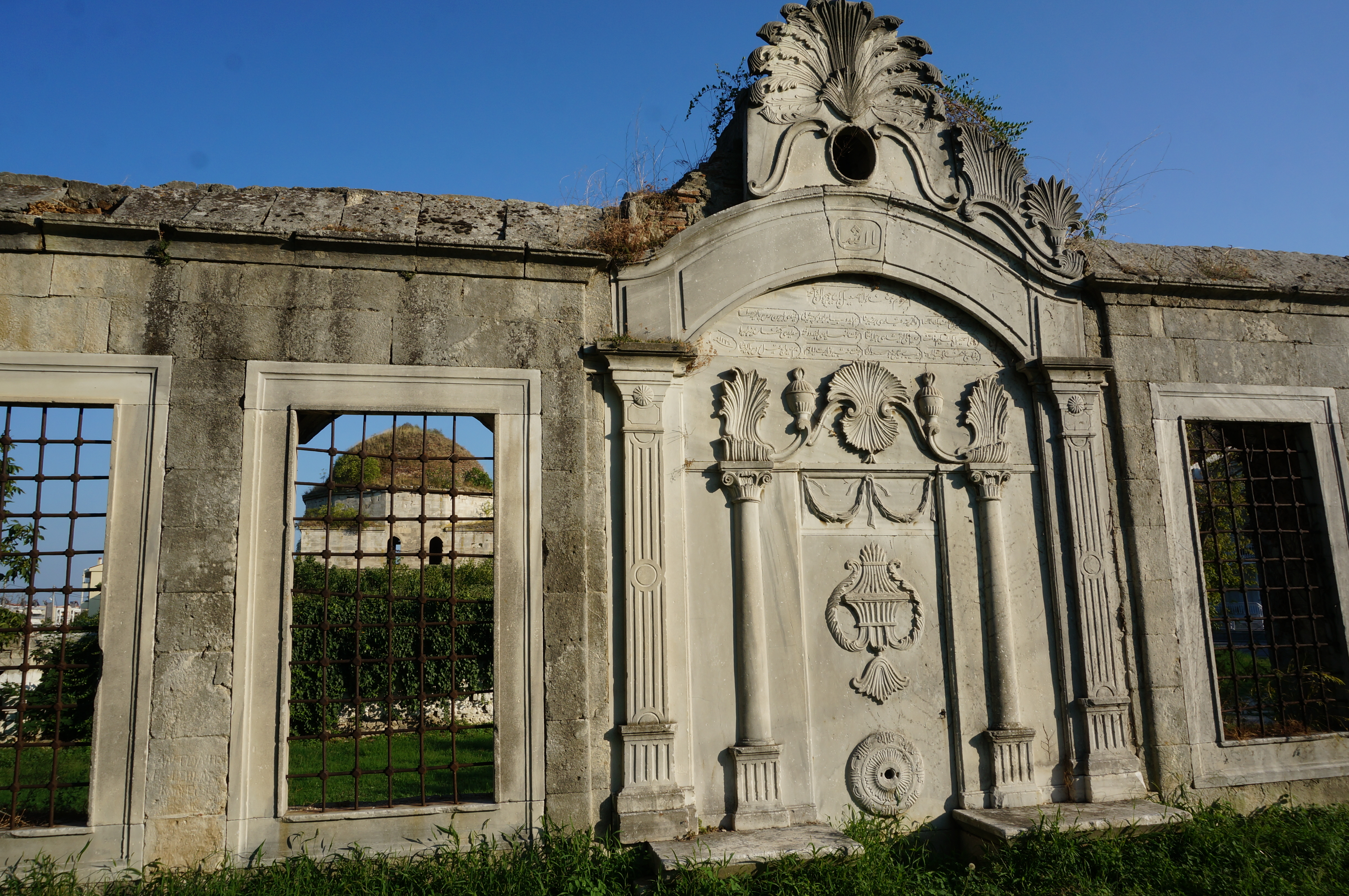
La fontaine de Yusuf Pacha, au nord de la mosquée